# Yancheng

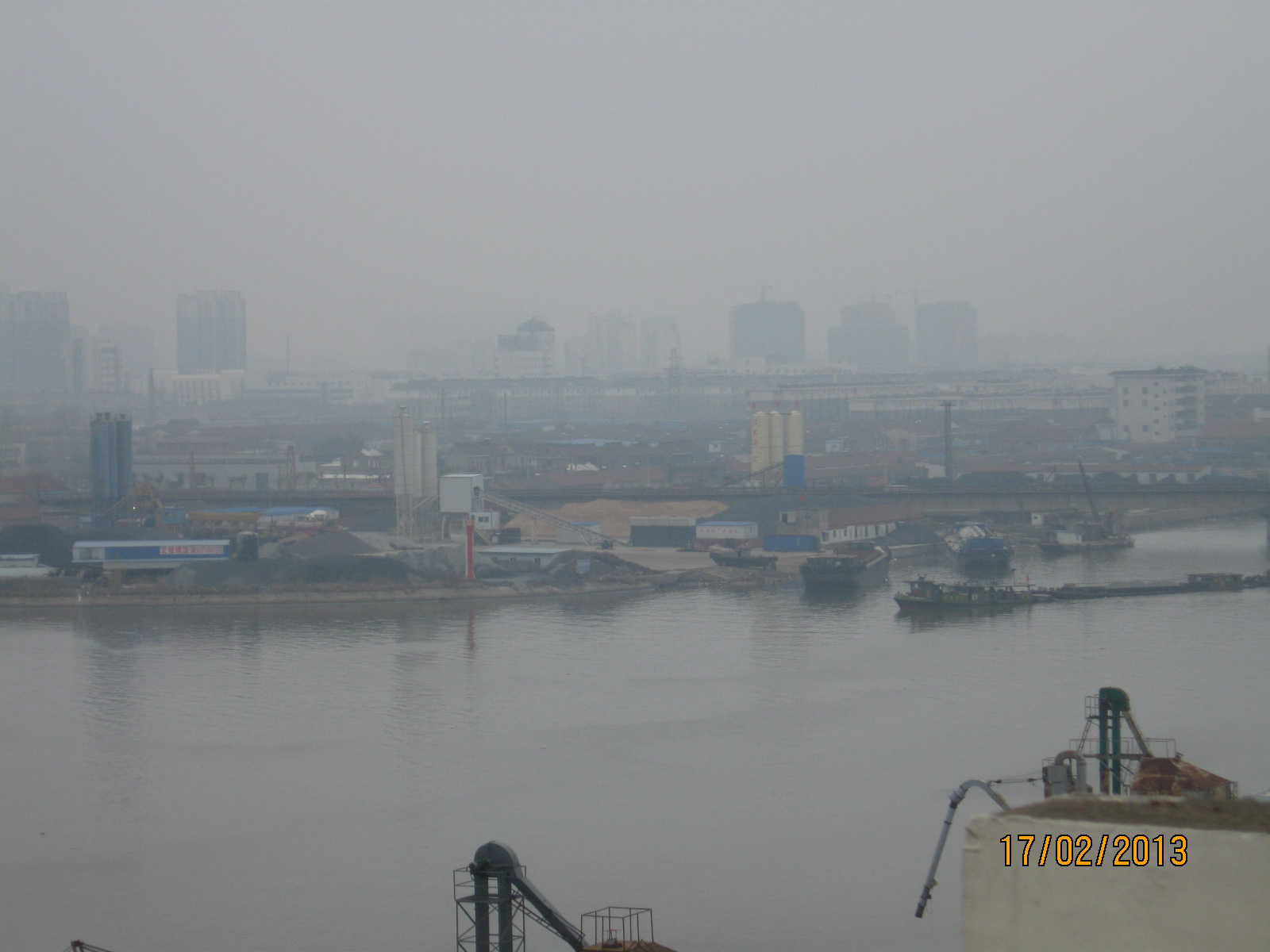
Vista da cidade.

Yancheng (chinês simplificado: 盐城, pinyin: Yánchéng) é uma prefeitura com nível de cidade no nordeste da província de Jiangsu, na China, nas margens do Mar Amarelo.
Yancheng, literalmente "Cidade Salgada", é nomeada após os campos de sal marinho ao redor da cidade. De acordo com registros históricos, a coleta e a produção de sal marinho na região começaram no ano 119 aC, durante a dinastia Han, quando o assentamento na atual localização de Yancheng se chamava Condado de Yandu (鹽 瀆 縣). De acordo com o Censo de 2010, Yancheng tem uma população registrada de 8.203.728 - com 7.260.240 residentes permanentes. Sua área construída dos distritos de Tinghu e Yandu era o lar de 1.615.717 habitantes em 2010.